# Бад-Виндсхайм
Бад-Виндсхайм (нем. Bad Windsheim) — город и городская община в Германии, курорт, расположен в земле Бавария.
Подчинён административному округу Средняя Франкония. Входит в состав района Нойштадт-ан-дер-Айш-Бад-Виндсхайм. Население составляет 11 811 человек (на 31 декабря 2010 года). Занимает площадь 78,26 км². Официальный код — 09 5 75 112.
Город подразделяется на 14 административных единиц.

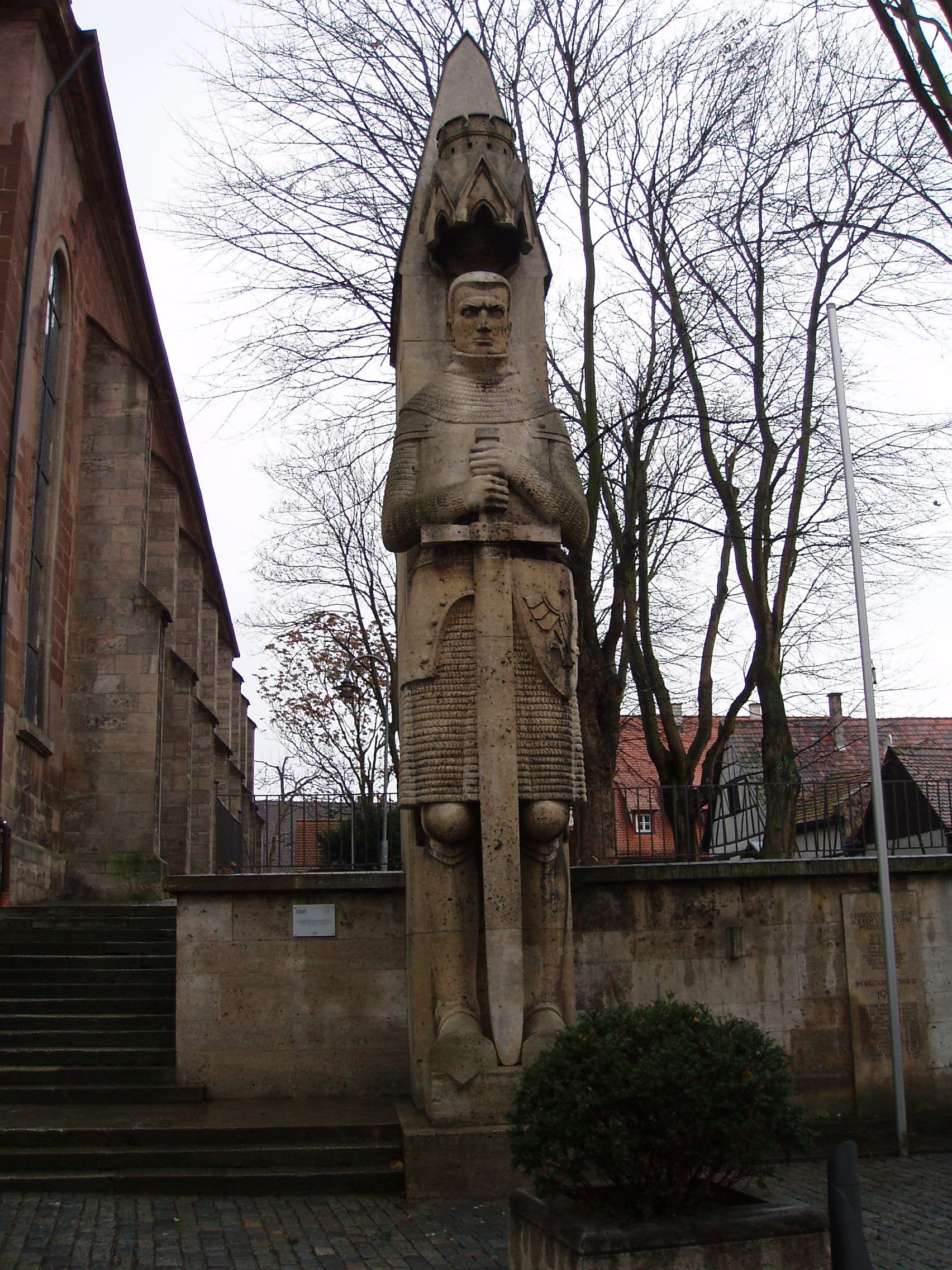
Статуя Роланда в Бад-Виндсхайме

## Население
По оценке на 31 декабря 2015 года население общины Бад-Виндсхайм составляет 12 047 чел. 

| Дата      | 1840 | 1871 | 1900 | 1925 | 1939 | 1950  | 1961  | 1970  | 1987  | 2011  |
| --------- | ---- | ---- | ---- | ---- | ---- | ----- | ----- | ----- | ----- | ----- |
| Население | 6180 | 6273 | 6180 | 6071 | 7639 | 10964 | 10559 | 11346 | 11195 | 11949 |

| Год       | 1960  | 1970  | 1980  | 1990  | 2000  | 2009  | 2010  | 2011  | 2012  | 2013  | 2014  | 2015  |
| --------- | ----- | ----- | ----- | ----- | ----- | ----- | ----- | ----- | ----- | ----- | ----- | ----- |
| Население | 10278 | 11399 | 11501 | 11734 | 11975 | 11794 | 11811 | 11941 | 11955 | 11901 | 11977 | 12047 |

## Города-партнёры
- Сент-Ирье-ла-Перш, Франция